# Житово (Мазовецьке воєводство)
Житово (пол. Żytowo) — село в Польщі, у гміні Завідз Серпецького повіту Мазовецького воєводства.
Населення — 196 осіб (2011).
У 1975-1998 роках село належало до Плоцького воєводства.

## Демографія
Демографічна структура станом на 31 березня 2011 року:
|          | Загалом | Допрацездатний вік | Працездатний вік | Постпрацездатний вік |
| -------- | ------- | ------------------ | ---------------- | -------------------- |
| Чоловіки | 94      | 22                 | 59               | 13                   |
| Жінки    | 102     | 25                 | 51               | 26                   |
| Разом    | 196     | 47                 | 110              | 39                   |